# Монти, Паоло
Паоло Монти (итал. Paolo Monti, род. 11 августа 1908, Новара, Италия — 29 ноября 1982, Милан) — итальянский фотограф, широко известный своими работами в области архитектурной фотографии.

## Жизнь и творчество
Родился в семье банкира и фотографа-любителя. Высшее образование получил в университете Боккони в Милане, который окончил в 1930 году как специалист в области экономики. В период с 1939 и по 1945 год живёт и работает в Местре близ Венеции, затем переезжает в Венецию и работает при региональном сельскохозяйственном управлении и параллельно занимается фотографией. В 1947 году он участвует в создании клуба Ла-Гондола, ставшим одним из международных центров фотографов-авангардистов. С 1953 года Паоло Монти работает как профессиональный фотограф и сотрудничает с различными журналами в первую очередь, занимаясь фотографированием архитектурных объектов и дизайна. Он участвовал в иллюстрировании более, чем 200 изданий, альбомов и книг, посвящённых различным городам и регионам, архитекторам и художникам. После 1965 года Монти своими фотографиями иллюстрирует издания, посвящённые истории итальянской литературы и искусства, а также природе альпийских долин и региону Эмилия-Романья. После 1980 года он создаёт серию фотографий, посвящённых культурному наследию родного города Новара, а также окрестностей озера Орта и долины д’Оссола.
Паоло Монти работал вместе со многими выдающимися архитекторами ХХ столетия, в том числе с Карло Скарпа, Джио Понти, Пьером Луиджи Нерви, Джовании Микелуччи, Луиджи Моретти, Вико Магистретти, Витториано Вигано и Игнацио Гарделла. В 1981 году Паоло Монти награждается премией Умберто-Занотти-Бьянко за фото-документирование исторического наследия Новары, озера Орто и долины д’Оссола. В 2004 году архив фотохудожника был признан итальянским министерством культуры и культурного наследия исторически ценным и в 2008 году систематизирован, каталогизирован и открыт для пользования.

## Издания
- Paolo Monti. Gruppo Editoriale Fabbri, Mailand 1983, OCLC 42777603 (текст Антонио Аскари).
- Paolo Monti. Fotografo di Brunelleschi: le architetture Fiorentine. изд.: Franco Bonilauri, Salvatore Di Pasquale (= IBC dossier. Nr. 28). Grafis, Casalecchio di Reno, Bologna 1986, OCLC 16145381.
- Fotografie 1950—1980. изд.: Giovanni Chiaramonte. F. Motta, Mailand 1993, ISBN 88-7179-028-6.

## Галерея
- Башня Веласка итал. Torre Velasca, Милан.
- Кастельвеккьо, Верона
- Церковь Сан-Джованни Батиста, вблизи Флоренции.
- Палаццо Ручеллаи, Флоренция.
- Каза Чиконья алле Дзаттере (итал. Casa Cicogna alle Zattere), Венеция.